# ナッシュビルの年表
アメリカ合衆国テネシー州ナッシュビルの歴史を以下に示す。

## 19世紀以前
- 1780年
  - ナッシュボロ砦創立[1]
  - カンバーランド協定締結; カンバーランド協会結成[1]
- 1784年 - ナッシュビル創立[2]
- 1785年 - デイヴィッドソン・アカデミー創立[3]
- 1789年 - メソディスト教会創立[4]
- 1796年 - テネシーがアメリカ合衆国の州に昇格
- 1797年 - 『テネシー・ガゼット&メトロ・ディストリクト・アドバタイザー』紙創刊[5]

## 19世紀
- 1806年
  - ナッシュビル市成立[2]
  - ジョセフ・コールマンがナッシュビル市長就任[2]
- 1812年 - テネシー州議会がノックスビルからナッシュビルへ移転[6]
- 1813年 - ナッシュビル・ライブラリー社創立[7]
- 1817年 - テネシー州議会がナッシュビルからノックスビルへ移転[6]
- 1818年
  - アール・ナッシュビル美術館開業[8]
  - 人口: 約3,000名[9]
- 1820年 - クリスチャン教会創立[4]
- 1822年 - ナッシュビル市立墓地創立
- 1823年 - 長老派教会創立[4]
- 1825年 - デッカー&ダイアー・リーディング・ルーム創立[7]
- 1826年 - テネシー州議会がマーフリーズボロからナッシュビルへ移転[6]
- 1829年 - クライスト教会創立[4]
- 1831年 - テネシー州刑務所創立[4]
- 1833年 - 水道局創立[4]
- 1835年 - テネシー知識普及協会創立[10]
- 1837年 - 婦人産業協会創立[4]
- 1838年 - ファースト・バプティスト教会創立[4]
- 1841年 - 機械資料協会創立[7]
- 1842年 - バーンズ&Co創業[11]
- 1843年 - ナッシュビルがテネシー州の州都となった[6]
- 1844年 - テネシー盲学校創立[12]、and Mechanics Institute and Library Association established.[10]
- 1845年 - プロテスタント児童養護施設創立[4]
- 1847年 - 聖メアリー大聖堂創立[4]
- 1849年 - 商業資料館[7]、テネシー歴史協会創立[10]
- 1850年
  - 6月: ナッシュビル・コンベンション開催
  - カンバーランド川吊り橋設立[4]
- 1851年 - ナッシュビル・ガス灯社創業[4]
- 1852年
  - 公立学校システム開始[4]
  - デイヴィッドソン郡刑務所創立[4]
- 1854年 - テネシー州立図書館創立[10]
- 1856年 - 聖母被昇天教会創立[4]
- 1857年 - デイヴィッドソン郡裁判所創立[4]
- 1858年 - 聖アン教会創立[4]
- 1859年
  - テネシー州議事堂、跳ね橋、セントラル・バプティスト教会創立[4]
  - ルイビル・アンド・ナッシュビル鉄道創業
- 1862年
  - 北軍政権下[13]
  - フォート・ネグリー創立
- 1863年 - 聖メアリー・カソリック児童養護施設創立[4]
- 1864年 - 12月15日、16日: ナッシュビルの戦い
- 1865年 - フィスク解放有色人種学校[14]、ウォード女子神学校[13]、イアハート・ブライアント&ストラットン商業大学[4]創立
- 1866年 - セントラル・テネシー大学創立[13]
- 1867年
  - モンゴメリー・ベル・アカデミー開校[2]
  - ナッシュビル文化会館創立[15]
- 1869年 - ハワード教会創立[4]
- 1870年 - サルファー・デル球場創立
- 1871年
  - テネシー・アンド・パシフィック鉄道 (レバノン-ナッシュビル)開業
  - フィスク大学フィスク・ジュビリー・シンガーズ,[13]、図書館協会[7]、ナッシュビル馬具社[16]創立
- 1873年 - ヴァンダービルト大学創立
- 1874年 - ヘブライ聖堂、ファースト・カンバーランド長老派教会創立[4]
- 1876年 - 『ナッシュビル・バナー』紙出版[17]
- 1884年 - ナッシュビル・アスレチック・クラブ創立
- 1885年 - 実業学校[2]、クエリー・クラブ(女性グループ)創立[18]
- 1889年
  - ハーミテージ博物館開業
  - ボスコベル女子大学創立[13]
  - ピーボディ普通大学認可[19]
- 1890年 - 人口: 76,168名[13]
- 1892年 - ユニオン・ゴスペル・タバナクル(ライマン公会堂)創立[20]
- 1897年 - テネシー州制100周年記念万国博覧会開催
- 1898年
  - ハワード図書館創立
  - テネシー州刑務所改築

## 20世紀

### 1900年代-1940年代
- 1900年
  - メハリー医科大学認可[21]
  - 人口: 80,865名[13]
  - ポーク・プレイス解体
- 1904年 - カーネギー図書館開業[22]
- 1905年 - センテニアル・クラブ(女性グループ)認可[23][24]
- 1906年
  - テネシー・ステート・フェア開幕
  - 『ナッシュビル・グローブ』紙出版[17]
- 1907年 - 『ナッシュビル・テネシアン(テネシアン)』紙出版[17]
- 1909年 - スパークマン歩道橋(ジョン・シーゲンソーラー歩道橋)創業
- 1910年
  - ナッシュビル芸術協会創立[25]
  - ザ・ハーミテージ・ホテル開業
  - アドバンス出版法人化[26]
  - 人口: 110,364名[13]
- 1916年 - ナッシュビル主婦連盟創立[18]
- 1918年 - 7月9日: 1918年列車大事故
- 1920年 - 人口: 118,342名[27]
- 1925年
  - 『グランド・オール・オープリー』放送開始
  - ベルコート・シアター創立[20]
- 1927年 - ワーナー・パークス開業
- 1930年
  - 第一アメリカ国立銀行創立
  - 人口: 153,866名[27]
- 1931年
  - ナッシュビル子供劇場創立
  - パルテノン神殿改築
- 1936年 - ベリー・フィールド空港(ナッシュビル国際空港)開業
- 1937年 - テネシー州立博物館創立
- 1941年
  - ラジオ局W47NV 開業
  - イロコイ・スティープルチェイス開業
- 1942年 - エイカフ＝ローズ・ミュージック、ハーヴェイズ開業
- 1946年 - ナッシュヴィル交響楽団創立

### 1950年代-1990年代
- 1950年
  - テレビ局WSM-TV 放送開始
  - 人口: 174,307名[27]
- 1951年 - ベン・ウエスト市長就任
- 1952年 - テネシー・シアター開業[28]
- 1953年 - テレビ局WSIX-TV 放送開始
- 1954年 - テレビ局WLAC-TV 放送開始
- 1957年 - ライフ&カジュアルティ・タワー創立
- 1960年
  - ナッシュビル座り込み
  - チークウッド博物館開業
- 1961年 - カントリー・ミュージック殿堂博物館創立
- 1962年 - テレビ局WDCN-TV 放送開始
- 1963年
  - メトロポリタン議会創立[29]
  - ビヴァリー・ブライリー市長就任
- 1967年 - 100オークス・モール開業
- 1968年 - 第三国立銀行ビル建築
- 1972年
  - ファン・フェア(CMAミュージック・フェスティバル)開始
  - オープリーランドUSA開業
- 1974年 - リージョンズ・センター建築
- 1975年 - リチャード・フルトン市長就任
- 1980年
  - テネシー・パフォーミング・アーツ・センター開業
  - スリ・ガネーシャ寺院創立[30]
- 1981年 - ナッシュビル・オペラ協会創立
- 1985年 - スターウッド円形劇場開業
- 1986年 - テネシー・プレイヤーズ創立[26]
- 1987年
  - ナッシュビル国際空港ターミナル建設
  - ビル・ボーナー市長就任
- 1988年 - ナッシュビル・シェイクスピア・フェスティバル、ナッシュビル・プライド開始
- 1989年
  - 『ナッシュビル・シーン』出版開始
  - プリンス・ホット・チキン・シャック開業[31]
- 1991年 - フィル・ブレッドセン市長就任
- 1994年 - サウス・セントラル・ベル・ビルディング(AT&Tビルディング/バットマン・ビル)建築
- 1996年
  - バイセンテニアル・モール州立公園開業
  - マグダレン・プログラム(女性更生プログラム)、ナッシュビル動物園創立
  - ナッシュビル・アリーナ(ブリヂストン・アリーナ)建築
- 1998年
  - 4月15日、16日: 1998年、ナッシュビル竜巻
  - ナショナルホッケーリーグ・ナッシュビル・プレデターズ創立
- 1999年
  - アデルフィア・コロシアムニッサン・スタジアム)開業
  - ビル・パーセル市長就任[32]
  - アル・ゴア2000年アメリカ合衆国大統領選挙出馬[33]

## 21世紀
- 2000年 - 『シティ・ペーパー』出版開始
- 2001年
  - テネシー移民人権同盟本部創立
  - フリスト・センター・フォー・ヴィジュアル・アーツ創立
- 2002年 ネルソン・C・アンドリューズ、トーマス・J・シェラードによりナッシュビル公立教育基金創立
- 2003年 - シェルビー歩道橋(ジョン・シーゲンソーラー歩道橋)開幕
- 2006年
  - スカマホン・シンフォニー・センター開幕
  - ヴィリディアン・タワー建設
- 2007年 - カール・ディーン市長就任[34]
- 2008年 - ナッシュビル・フォー・オール・オブ・アス創立
- 2009年
  - サード・マン・レコード開業
  - ピナクル・アット・シンフォニー・プレイス建設
  - ミュージック・シティ・ドラム・アンド・ビューグル・コープス創立
  - ライヴ・オン・ザ・グリーン開始
  - ナッシュビル・イングリッシュ・オンリー修正案否決[35]
- 2010年
  - 4月、5月: テネシー洪水
  - 人口: 601,222名
- 2011年
  - 10月: オキュパイ・ナッシュビル開始
  - パーナサス・ブックス開業[36]
- 2012年
  - 3月: オキュパイ・ヴァンダービルト開始
  - マイシティ・アカデミー創立
- 2013年 - ミュージック・シティ・センター開業

## 関連事項
- ナッシュビルの歴史
- テネシー州デイヴィッドソン郡の国家歴史登録財一覧
- ナッシュビル市長
- ナッシュビルの企業一覧

テネシー州の他の都市
- メンフィスの年表
- チャタヌーガの年表
- ノックスビルの年表

### 19世紀
- John P. Campbell (1855). Nashville Business Directory. Nashville
- “Cumberland River: Nashville”. James' River Guide ... Mississippi Valley. Cincinnati: U.P. James. (1860)
- R.H. Long (1863), “Nashville”, Hunt's Gazetteer of the Border and Southern States, Pittsburgh, Pa.: John P. Hunt
- Singleton's Nashville business directory for 1865, Nashville: Singleton, (1865)
- Charles E. Robert. Nashville and Her Trade for 1870
- A.S. Colyar (October 1889). “Nashville”. New England Magazine.
- The Wayne Hand-book of Nashville, and the Tennessee Centennial + Exposition, Ft. Wayne, Ind: Wayne Publishing Company, (1897), OCLC 12548494
- Jane Henry Thomas (1897), Old days in Nashville, Tenn., Nashville, Tenn: Publishing House Methodist Episcopal Church, South

### 20世紀

#### 1900年代-1940年代
- Centennial Album of Nashville, Tennessee, Nashville: J. Prousnitzer & Company, (1906)
- Dau's blue book of selected names of Nashville and suburbs. (1907)
- The charter of the city of Nashville, Nashville: McQuiddy Printing Co., (1909), OCLC 7184909
- Social Directory, Nashville, Tennessee. Cumberland Press. (1911)
- All about Nashville, Nashville, Tenn: Marshall & Bruce Co., (1912)
- “Nashville”. Automobile Blue Book. USA. (1919) Map
- The charter of the city of Nashville, Nashville, Tenn: Ambrose, (1921), OCLC 10981902
- F. Garvin Davenport (1937). “Cultural Life in Nashville on the Eve of the Civil War”. Journal of Southern History 3.
- Tennessee Historical Records Survey (1940), “Davidson County (Nashville)”, Directory of Churches, Missions, and Religious Institutions of Tennessee (Nashville) (19)
- William Henry McRaven (1949), Nashville, Athens of the South, Chapel Hill: Scheer & Jervis, OCLC 1397316

#### 1950年代-1990年代
- Eleanor Graham (1957). “Nashville Community Study”. Peabody Journal of Education 35.
- Egerton, John (1979). Nashville: The Faces of Two Centuries, 1780–1980. Nashville, Tennessee: PlusMedia. LCCN 79-89173
- Doyle, Don H. (1985). Nashville Since the 1920s
- Anita Shafer Goodstein (1989), Nashville, 1780-1860: from frontier to city, Gainesville: University of Florida Press, ISBN 0813009405
- Robert G. Spinney (1995). “Municipal Government in Nashville, Tennessee, 1938-1951: World War II and the Growth of the Public Sector”. Journal of Southern History 61.
- Lovett, Bobby L. (1999). African-American History of Nashville, Tennessee, 1780–1930: Elites and Dilemmas. University of Arkansas Press. ISBN 1-55728-555-1

### 21世紀
- Carey, Bill (2000). Fortunes, Fiddles, & Fried Chicken: A Nashville Business History. Franklin, Tennessee: Hillsboro Press. ISBN 1-57736-178-4
- Egerton, John and E. Thomas Wood (eds.) (2001). Nashville: An American Self-Portrait. Nashville, Tennessee: Beaten Biscuit Press. ISBN 0-9706702-1-4
- Duke, Jan (2005). Historic Photos of Nashville. Nashville, Tennessee: Turner Publishing. ISBN 978-1-59652-184-1
- David A. Padgett (2007). “Nashville”. In Robert D. Bullard. Growing Smarter: Achieving Livable Communities, Environmental Justice, and Regional Equity. MIT Press. p. 127+. ISBN 978-0-262-52470-4
- McGuire, Jim (2007). Historic Photos of the Opry: Ryman Auditorium 1974. Nashville, Tennessee: Turner Publishing. ISBN 978-1-59652-373-9
- Zepp, George R. (2009). Hidden History of Nashville. Charleston, South Carolina: History Press. ISBN 978-1-59629-792-0
- Haugen, Ashley Driggs (2009). Historic Photos of Nashville in the 50s, 60s and 70s. Nashville, Tennessee: Turner Publishing. ISBN 978-1-59652-539-9
- Houston, Benjamin. The Nashville Way: Racial Etiquette and the Struggle for Social Justice in a Southern City. Athens: University of Georgia Press, 2012. ISBN 978-0820343273